# Кен Мајлс
Кенет Хенри Мајлс (енгл. Kenneth Henry Miles; 1. новембар 1918 — 17. август 1966) био je британски возач спортских аутомобила. Радио је и живео у Америци где је учествовао на многим тркама. Уврштен је у Дворану славних возача Америке. Био је у тиму који је водио пред сам крај трке Ле Ман 1966. године, али је након неразумних и неспортских одлука шефова његовог тима морао да успори да би му се преостала два тимска аутомобила придружила изгубивши тиме прво место које је заслужио.

## Живот и каријера
Мајлс је рођен 1. новембра 1918. у Сатон Колдфилду, недалеко од града Бирмингема. Након неуспелог покушаја бега у Сједињене Државе, Мајлс је напустио школу када је имао 15 година да би радио као приправник у Wolseley Motors, произвођач делова за аутомобиле, па је касније је отишао у техничку школу како би проширио своје знање о конструкцији возила. Тркао мотоциклима пре него што је у Другом светском рату служио као командант тенкова у Британској територијалној војсци. Следећих седам година Мајлс је био у војсци и унапређен је у чин наредника 1942. године. Био је смештен у тенковску јединицу која је учествовала у слетању у Нормандију 1944. године.
Затим се Мајлс преселио из Енглеске у подручје Лос Анђелеса у Калифорнији 1951. или 1952. године. Године 1953. остварио је 14 победа у тркама Клуба спортских аутомобила Америке.
За сезону 1957. годину, Мајлс је пројектовао уградњу Порше 550С мотора и пренос у шасији и каросерији 1956. године за произвођача аутомобила Cooper Car Company.

Због своје велике вештине и талента, и као возач и машински инжењер, Мајлс је био кључни члан тркачког тима Шелби / Кобра раних 1960-их. Мајлс се овако описао: 
Ја сам аутомеханичар. То је био смер мог читавог професионалног живота. Вожња је за мене хоби, опуштање, као што је голф другима. Волео бих да возим машину Формуле 1, не због велике награде, већ само да видим о чему се ради. Мислим да би то била добра забава!
Постао је главни тест возач Шелби-Американа 1963. године.
Мајлс је имао "репутацију љубазности на стази" и понекад су га називали "Стирлинг Мос са Западне обале".
Године 1965. поделио је са Брусом Маклареном у 24 часа Ле Мана, али се повукао због проблема са мењачем. Раније у години, такође са Маклареном, завршио је на другом месту у трци 12 сати Себринга.
Следеће године је победио у трци 24 часа Дејтона. Неколико месеци касније, делећи вожњу са Денијем Хјумом (посада бр. 1), Мајлс је водио тим на трци Ле Ман 1966. године, али извршни директор Форда Лео Бибе, желећи фотографију три Фордова аутомобила који заједно прелазе циљну линију, наложио је Каролу Шелбију да му нареди да успори. Сходно томе, сва три аутомобила су прешла заједно циљну линију ради фотографије. Да је Мајлс ипак сам прешао линију, он би победио, овако је победник био Макларен јер је стартовао са даље линије неголи Мајлс. Овај потез шефова компаније Форд је протумачена као издаја самога Мајлса, јер Бибе и тадашњи власник Форда Џон Форд II нису били ауто-мото спортисти нити су разумели тај спорт, већ су пре свега били оријентисани на маркетинг и углед читаве компаније, а не на спортску борбу у којој најбољи побеђује. Узгред, неодобравање навијача је долазило и због тога што је управо Мајлс издејствовао повлачење Фераријеве посаде — након што је у директном дуелу с његовим „фордом” при пуној брзини, „ферари” остао без мотора услед квара због преоптерећења мотора — која би, да није било Мајлса, сигурно победила на трци. Исто тако, Шелби и он су највише развили поменути „форд” који је освојио Ле Ман још четири пута заредом после те трке (1967—9), а то је, уједно, и једини амерички аутомобил који је икада победио на тој славној трци.

## Несрећа и смрт
Након скоро једног дана тестирања на стази Riverside International Raceway у летњем врелом пустињском јужном калифорнијском времену, Мајлс се приближио крају стазе од 1,6 km (0,99 mi), низбрдо се крећући брзином од 200 км/ч, кад се аутомобил изненада срушио и запалио. Аутомобил се разбио у комаде и избацио Мајлса, убивши га одмах, на очиглед његова сина, Карола Шелбија и осталих тимских колега. Аутомобил је претрпео управо ону врсту судара где би кавез да је постојао, сачувао живот Мајлса.

## У популарној култури
Мајлса је у филму Ле Ман '66: Славна 24 сата тумачио глумац Кристијан Бејл који је премијерно приказан у биоскопима Европе 2019. године. Бејл је за ову улогу добио номинацију за Златни глобус за најбољег глумца у драмском филму 2019. године.